# Gerenuk
Gazela girafă (Litocranius walleri), cunoscută și sub numele de gerenuk, este o specie de antilopă cu gâtul lung, de mărime medie, care se găsește în unele părți din Africa de Est. 

## Taxonomie
Gazela girafă a fost descrisă pentru prima dată de Victor Brooke în 1879, pe baza a trei exemplare masculine procurate pe „continentul Africii, la nord de insula Zanzibar”. Brooke a folosit denumirea științifică Gazella walleri, la cererea lui Gerald Waller (care a furnizat exemplarele), pentru a o numi după numele fratelui său decedat. Localitatea tip a fost corectată ulterior de John Kirk, care a obținut inițial exemplarele pe „coasta de lângă râul Juba, în sudul Somaliei”, înainte de a i le oferi lui Waller. În 1886, Franz Friedrich Kohl a propus un nou gen pentru gerenuk, Litocranius. Numele comun derivă din denumirea somaleză a animalului (gáránúug). Este cunoscut și sub numele de „gazela girafă” datorită asemănării cu girafa.